# Kerabistus daunus
Kerabistus daunus är en insektsart som först beskrevs av John Obadiah Westwood 1859.  Kerabistus daunus ingår i släktet Kerabistus och familjen Aschiphasmatidae. Inga underarter finns listade i Catalogue of Life.